# Quickborn (Dithmarse)
Pour les articles homonymes, voir Quickborn (homonymie).
Quickborn est une commune allemande du Schleswig-Holstein, située dans l'arrondissement de Dithmarse (Kreis Dithmarschen), à 14 kilomètres au nord-est de la ville de Brunsbüttel. Quickborn est l'une des 14 communes de l'Amt Burg-St. Michaelisdonn dont le siège est à Burg (Dithmarschen).